# 자이시
자이시(중국어 정체자: 嘉義市, 병음: Jiāyì Shì, 한자음: 가의시, 영어: Chiayi)는 중화민국 타이완성의 중남부에 위치한 성할시이다.

## 역사
자이시의 옛 이름은 주뤄산(諸羅山)이다. 이것은 대만 원주민 평포족 호아니아족 분파의 취락인 '투로산'과 대만어음이 유사한 주뤄산서(諸羅山社 Chu-lo5-san)의 앞글자를 딴 것이다. 별칭으로는 타오청(桃城)이 있는데 이것은 이곳에 축성된 고성이 복숭아를 닮았던 것에서 명명되었다. 현재에도 고성이 위치한 중앙 치차이 분수 일대를 타오쯔웨이(桃仔尾)라고 부르고 있다.
주뤄산은 중국 대륙으로부터의 이민의 거점의 하나로서 발전했다. 1621년, 복건성 장주에서 안사제(顏思齊)가 상륙해 부근의 개간에 착수했다. 1624년, 네덜란드인에 의한 대만 통치가 시작되면서 당초에는 타이난을 중심으로 하고 있었지만 그 후 제라산 일대의 평포족 취락을 점령하면서 자이 지구의 경영에도 착수했다.
1661년, 정성공이 네덜란드 세력을 몰아내고 대만에 1부 2현을 설치했다. 두 현은 신항계(新港溪, 현재의 옌수이시)를 경계로 했고 자이는 천흥현(天興縣)에 속하게 되었다. 1683년, 대만을 영유한 청나라는 이듬해 대만부를 설치, 3현을 통괄하게 되었고 자이는 제라현(諸羅縣)의 관할이 되었으며 현 정부는 가리흥(佳里興, 현재의 타이난현 자리진)에 설치되었다. 1704년, 현 정부가 가리흥에서 제라산(현재의 자이시)로 옮겨졌고 목책이 축성되었다. 옹정 연간에 지현의 손노는 목성을 토성으로 개축하였고 1727년에는 지현의 유량에 의해 문루, 체수동, 포좌가 설치되었다. 이와 같이 방비를 굳힌 현성은 1786년에 임상문의 반란이 발생해 제라성을 10개월에 걸쳐 포위했을 때에도 함락되지 않았고 또 이 때에 성내의 주민이 청군에 협력해 방위한 것에서 청조에서 '성을 사수한 충의를 칭찬한다(嘉其死守城池之忠義)'라는 성지를 내렸다. 이듬해 11월 3일에 조칙으로 '제라'를 '가의(嘉義)'라고 개칭했다. 1885년, 대만에 성이 설치되면서 청조는 대만에 3부 1직례주 11현 3청을 설치했고 가의현은 대만부에 귀속되었으며 현 정부가 자이시 지구에 설치되었다.
1895년, 시모노세키 조약에 의해 일본에 할양된 대만에는 대만총독부에 의해 지방제 개편이 실시되었다. 1906년, 자이 대지진이 발생하면서 청대에 건축된 현성은 동문을 제외하고 전부 파괴되었다. 재해에서의 회복과 함께 총독부는 도시계획을 실시해 새로운 자이시의 건설에 힘을 쏟게 되었다. 근대 도시로서 재생된 자이시는 상업 및 교통의 발전에 의해 남부 지역의 중심 도시로서의 지위를 확립하게 되었다. 1920년의 제8차 개혁에서는 타이난주 자이군의 관할하에서의 지방자치가 시작되어 '자이가(嘉義街)'가 성립했다. 그 후도 발전을 계속해 1930년에는 시로 승격한다.
2차 대전 후에 자이시는 중화민국의 성 정부 직속의 성할시로 지정되었다. 1950년의 지방제 개편에 의해 현할시로 잠시 개편되었지만, 1982년 7월 1일, 다시 성할시로 승격해 현재에 이르고 있다.

## 인구
| 연도 | 인구    | ±%    |
| --- | ------- | ----- |
| 1985 | 253,573 | —     |
| 1990 | 257,597 | +1.6% |
| 1995 | 261,391 | +1.5% |
| 2000 | 266,183 | +1.8% |
| 2005 | 272,364 | +2.3% |
| 2010 | 272,390 | +0.0% |
| 2015 | 270,366 | −0.7% |
| Source:“Populations by city and country in Taiwan”. Ministry of the Interior Population Census. 2017년 12월 16일에 원본 문서에서 보존된 문서. 2021년 2월 7일에 확인함. |         |       |

## 지리
자이시는 타이완 서남부의 자난 평원(嘉南平原) 북단에 위치하고 북회귀선이 시내 남부를 통과하고 있다. 동서 약 1.5km, 남북 약 10.5km이며, 주위는 자이 현에 둘러싸여 있다. 지형은 동부의 일부가 주치 구릉지(竹崎丘陵地)로 되어 있는 것 이외에는 평원에 속하고 지형은 동쪽에서 서쪽으로 완만하게 경사져 있다.
주요 하천으로는 바장시(八掌渓), 포쯔시(朴子渓)가 있고 각각 시내를 남북으로 흐르고 있으며 자이 현과의 경계를 형성하고 있다. 토양은 작고 세세한 점토질로 보수성이 부족하기 때문에 물은 바장시의 란탄 수고(蘭潭水庫) 및 런이 담수고(仁義潭水庫)에서 관개되고 있다.
기후는 온대 하우 기후에 속하고 기온은 7월이 가장 높고 1월이 가장 낮으며 연평균 기온은 23.3°C이다. 연 강수량은 2,000mm이며 온난한 기후와 풍부한 강수량 덕분에 농업이 발전하기 유리한 조건을 가지고 있다.
| 자이시의 기후                                                               | 자이시의 기후 | 자이시의 기후 | 자이시의 기후 | 자이시의 기후 | 자이시의 기후 | 자이시의 기후 | 자이시의 기후 | 자이시의 기후 | 자이시의 기후 | 자이시의 기후 | 자이시의 기후 | 자이시의 기후 | 자이시의 기후   |
| 월                                                                          | 1월           | 2월           | 3월           | 4월           | 5월           | 6월           | 7월           | 8월           | 9월           | 10월          | 11월          | 12월          | 연간            |
| --------------------------------------------------------------------------- | ------------- | ------------- | ------------- | ------------- | ------------- | ------------- | ------------- | ------------- | ------------- | ------------- | ------------- | ------------- | --------------- |
| 역대 최고 기온 °C (°F)                                                      | 31.7 (89.1)   | 33.0 (91.4)   | 34.1 (93.4)   | 34.2 (93.6)   | 37.2 (99.0)   | 37.0 (98.6)   | 37.2 (99.0)   | 36.6 (97.9)   | 36.7 (98.1)   | 36.5 (97.7)   | 33.6 (92.5)   | 32.5 (90.5)   | 37.2 (99.0)     |
| 일평균 최고 기온 °C (°F)                                                    | 22.5 (72.5)   | 23.0 (73.4)   | 25.4 (77.7)   | 28.4 (83.1)   | 30.9 (87.6)   | 32.8 (91.0)   | 33.4 (92.1)   | 32.8 (91.0)   | 32.1 (89.8)   | 30.1 (86.2)   | 27.6 (81.7)   | 23.9 (75.0)   | 28.6 (83.4)     |
| 일일 평균 기온 °C (°F)                                                      | 16.8 (62.2)   | 17.7 (63.9)   | 20.2 (68.4)   | 23.5 (74.3)   | 26.3 (79.3)   | 28.3 (82.9)   | 28.9 (84.0)   | 28.4 (83.1)   | 27.4 (81.3)   | 24.9 (76.8)   | 22.0 (71.6)   | 18.4 (65.1)   | 23.6 (74.4)     |
| 일평균 최저 기온 °C (°F)                                                    | 12.9 (55.2)   | 14.1 (57.4)   | 16.2 (61.2)   | 19.5 (67.1)   | 22.6 (72.7)   | 24.7 (76.5)   | 25.4 (77.7)   | 25.2 (77.4)   | 24.0 (75.2)   | 21.1 (70.0)   | 18.0 (64.4)   | 14.2 (57.6)   | 19.8 (67.6)     |
| 역대 최저 기온 °C (°F)                                                      | 1.8 (35.2)    | 2.6 (36.7)    | 2.7 (36.9)    | 8.2 (46.8)    | 13.9 (57.0)   | 17.5 (63.5)   | 21.7 (71.1)   | 19.7 (67.5)   | 17.6 (63.7)   | 11.5 (52.7)   | 6.7 (44.1)    | 0.4 (32.7)    | 0.4 (32.7)      |
| 평균 강수량 mm (인치)                                                       | 27.5 (1.08)   | 44.9 (1.77)   | 53.0 (2.09)   | 86.6 (3.41)   | 170.0 (6.69)  | 318.6 (12.54) | 387.4 (15.25) | 443.8 (17.47) | 212.3 (8.36)  | 30.2 (1.19)   | 21.5 (0.85)   | 25.8 (1.02)   | 1,821.6 (71.72) |
| 평균 강수일수 (≥ 0.1 mm)                                                    | 5.1           | 5.5           | 6.8           | 8.1           | 10.4          | 13.8          | 15.3          | 17.9          | 9.4           | 2.9           | 3.3           | 4.1           | 102.6           |
| 평균 상대 습도 (%)                                                          | 77.9          | 79.3          | 79.3          | 79.8          | 79.9          | 77.5          | 77.2          | 80.1          | 80.1          | 78.9          | 78.7          | 76.8          | 78.8            |
| 평균 월간 일조시간                                                          | 161.4         | 139.7         | 157.9         | 157.0         | 175.5         | 186.6         | 206.4         | 182.2         | 186.2         | 197.0         | 158.9         | 159.2         | 2,068           |
| 출처: 중화민국 교통부 중앙기상국 (평년값: 1991년~2020년, 극값: 1968년~현재) |               |               |               |               |               |               |               |               |               |               |               |               |                 |

## 행정 구역
| 자이 시에는 2개의 구가 있다: | 이름 |         | 인구        | 면적 |
|                              |      |         | 2015년 기준 | km2  |
| ■ 둥구                       | 東區 | 123,093 | 29.1195     |      |
| ■ 시구                       | 西區 | 147,563 | 30.9061     |      |

## 교육
- 국립 자이 대학

## 교통
- 타이완 철로관리국 종관선
  - (자이현) - 자베이 역 - 자이 역 - (자이현)
- 아리산 삼림철로
- 국도 1호선
- 국도 3호선

## 자매 도시
- 중화민국 신주시(2002)
- 미국 뉴욕주 시러큐스(1995)
- 미국 알래스카주 주노(1977)
- 미국 유타주 머레이(1977)
- 미국 웨스트버지니아주 마틴스버그(1988)
- 미국 뉴저지주 이스트오렌지(1972)
- 미국 미시시피주 잭슨(1972)
- 필리핀 불라칸주(1980)

## 같이 보기
- 자이현